# Cantone di Luc-en-Diois
Il Cantone di Luc-en-Diois era un cantone della Francia dell'arrondissement di Die.
A seguito della riforma approvata con decreto del 20 febbraio 2014, che ha avuto attuazione dopo le elezioni dipartimentali del 2015, è stato soppresso.

## Composizione
Comprendeva i comuni di:
- Aucelon
- Barnave
- La Bâtie-des-Fonds
- Beaumont-en-Diois
- Beaurières
- Charens
- Jonchères
- Lesches-en-Diois
- Luc-en-Diois
- Miscon
- Montlaur-en-Diois
- Pennes-le-Sec
- Les Prés
- Poyols
- Recoubeau-Jansac
- Valdrôme
- Val-Maravel